# Uprowadzenie byków z Cooley

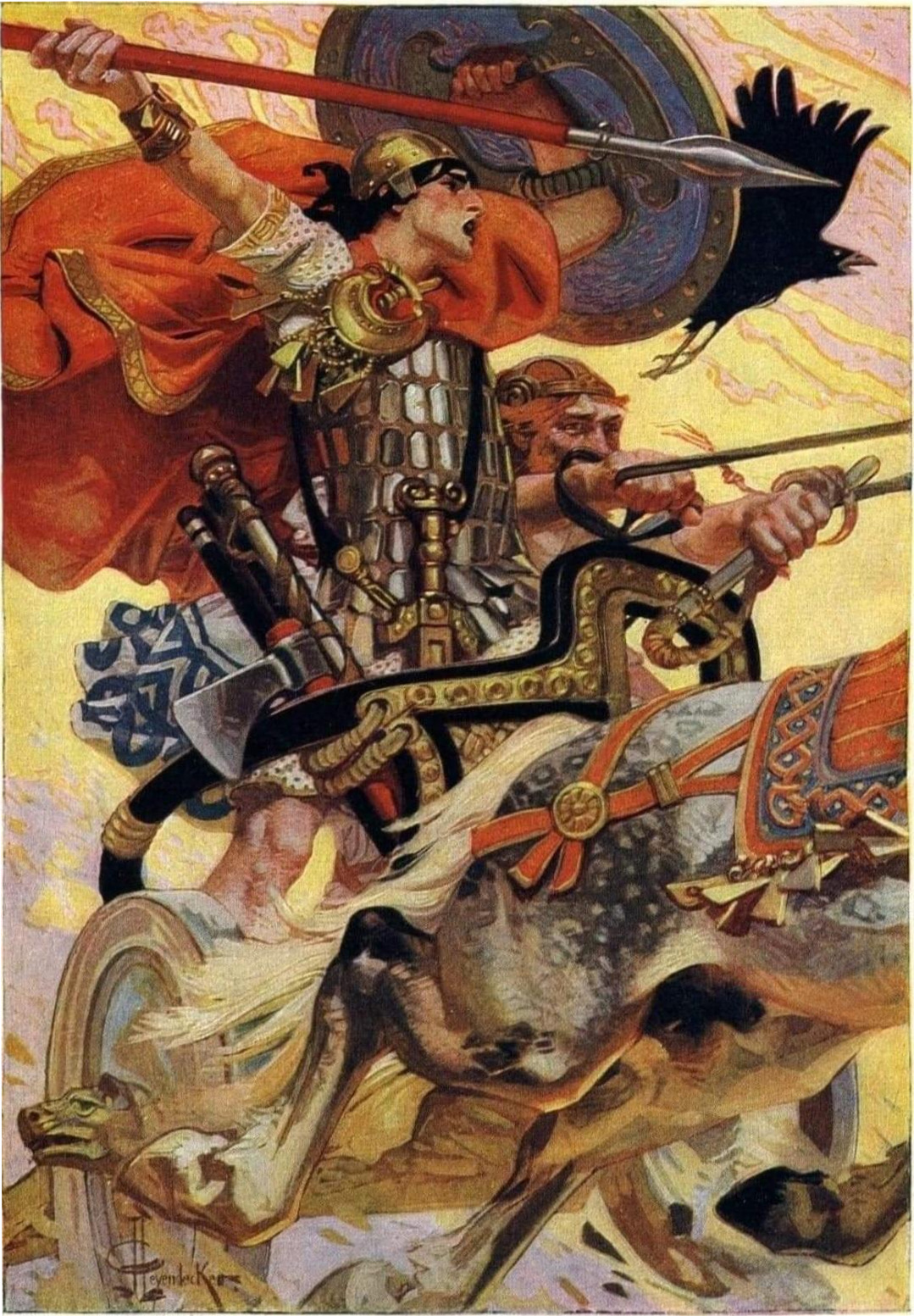
Joseph Christian Leydendecker Cú Chulainn jadący rydwanem podczas bitwy

Uprowadzenie byków z Cooley ((irl.) Táin Bó Cúailnge [t̪ˠaːnʲ boː ˈkuəlʲɲə]) – legendarny wczesnośredniowieczny epos irlandzki pisany prozą, lecz zawierający wierszowane dialogi między poszczególnymi bohaterami utworu.
Táin wchodzi w skład cyklu ulsterskiego opowiadającego dzieje panowania jednego z irlandzkich królów – Conchobora oraz czyny bohaterów, wśród których wyróżnia się Cú Chulainn.
Najstarsze zachowane wersje Táin zawierają dwa manuskrypty zapisane w staroirlandzkim pochodzące z XII w. Pierwszy, zawierający najbardziej kompletną wersję eposu pochodzącą z IX w., nazywany jest Księga z Leinsteru. Drugi natomiast znany jako "Księga Burej Krowy" spisany w klasztorze w Clonmacnoise to kompilacja dwóch tekstów pochodzących z IX i  XI w. Najmłodsza wersja utworu zawarta jest w rękopisie z XIV w., nazywanym "Żółtą Księgą z Lecan".
Epos zachowany został we fragmentach. Spisane wersje utworu mają wielu twórców, dlatego zawierają powtórzenia albo elementy często wzajemnie się wykluczające. Dochodzi do niekonsekwencji fabularnych, m.in. w toku opowieści pojawiają się bohaterowie, którzy zginęli w poprzednich jej częściach.

## Czas akcji
Tradycyjnie uważa się, że akcja opowieści rozgrywa się ok. I w. n.e. w czasach dla Irlandii przedchrześcijańskich. Epos powstawał w pierwszych wiekach naszej ery, na co wskazują podobieństwa wyglądu, zwyczajów ludów i wydarzeń zawartych w utworze do tych opisywanych w źródłach grecko-rzymskich.

## Przegląd treści utworu
Epos opowiada o zatargu między dwoma królestwami, Ulsterem i Connachtem, prowadzącym do wojny, w której biorą udział cztery irlandzkie królestwa. Głównym bohaterem opowieści jest heros Cú Chulainn, siostrzeniec króla Ulsteru Conchobora panującego na zamku Emain Macha. Sam, aż do przełamania klątwy przez wojowników Ulsteru, zatrzymuje wojska królowej Connachtu Medb i jej męża Ailiego, zmierzające do Ulsteru, aby skraść najpiękniejszego, legendarnego byka – Donn Cuailnge.

### Opowieści poprzedzające część właściwą utworu m.in.
- o narodzinach Conchobora i jego wstąpieniu na tron Ulsteru: Matka Conchobora – Nes poczęła go z druidem Cathbadem. Zakochany w kobiecie król Ulsteru Fergus zgodził się oddać na rok władzę w kraju jej synowi w zamian za rękę Nes. Przekupywani przez Nes mieszkańcy Ulsteru po upływie roku woleli pozostawić na tronie Conchobora.
- o klątwie, która dotknęła Ulster: na jarmarku w Ulsterze mężczyzna nie będąc świadomy boskiego pochodzenia swej żony, pochwalił się jej szybkością. Władca i lud Ulsteru chcieli zobaczyć, jak kobieta ściga się z rydwanem, mimo że była brzemienności. Kobieta o imieniu Macha, będąca wcieleniem bogini Morrigan, w bólach ukończyła bieg, a po przekroczeniu mety urodziła bliźnięta. Rzuciła klątwę na mężczyzn Ulsteru, którzy mieli cierpieć tak jak ona.
- o wygnaniu z Ulsteru plemienia Uisliu: w Ulsterze urodziła się dziewczynka Derdriu, której przepowiedziano, że przyniesie nieszczęście krajowi. Conchobor postanowił ją wychować na żonę dla siebie. Derdriu, gdy urosła odrzuciła Conchobora i uciekła z młodym Noisiu z rodu Uisliu. Wiedząc, że czeka ich kara ze strony króla, dobrowolnie udali się na wygnanie. Po latach ród wrócili do Ulsteru skłonieni przez Conchobora, który obiecywał zgodę. Był to jednak postęp, a Noisiu został zabity. Conchobor postanowił wziąć ślub z Derdriu, ale w końcu oddał ją zabójcy jej męża. Derdriu zabiła się, rozbijając o skałę.
- o narodzinach Cúchulainna: istnieje kilka wersji tej historii. W jednej z nich Conchobor wraz ze swoją siostrą Deichtine polowali na ptactwo. Kiedy zaczęło padać skryli się w domu na uboczu. Gospodyni domu w trakcie uczty urodziła syna. Na drugi dzień zniknął dom i kobieta, zostało dziecko. Dziecko wychowywane w Emain Macha, gdy podrosło zmarło, ale Deichtine w trakcie płaczu połknęła coś. W czasie snu ukazał jej się Lug, bóg słońca. Wytłumaczył jej, że chłopiec będący jego synem, urodzi się z niej ponownie a imię jego powinno brzmieć Sétanta.
- o czynach Cúchulainna i staraniach o rękę Emer: Cúchulainn zakochał się w Emer. Emer zobowiązała bohatera do wypełnienia szeregu prac, aby zasłużył on na jej ręke. Jej ojciec Forgall był mu niechętny, dlatego podstępem przekonał herosa do wyprawy do Szkocji. Cúchulainn uczył się tam sztuki wojennej pod okiem królowej-wojowniczki Scáthach mieszkającej na wyspie Skye. Forgall w czasie nieobecności bohatera chciał wydać Emer za przybranego brata Cúchulainna – Lugaida mac Nóisa z Munsteru. Lugaid odmówił, gdy dowiedział się o związku Emer i Cúchulainna. W tym czasie Scáthach walczyła z plemieniem, któremu przewodzi władczyni Aife. Scáthach bojąc się o swojego ucznia napoiła Cúchulainn napojem nasennym i związała na czas bitwy. Ten jednak okazał się odporny na lek i po godzinie snu, dołączył do bitwy. Pokonał Aife, z którą spłodził syna. Pozostawił brzemienną Aife i nakazał jej, by syn jego przybył do niego za siedem lat. Nadał mu imię Connla, ale zastrzegł, żeby nikomu go nie zdradzać. Z nakazu ojca Connli nie wolno było także komukolwiek ustępować lub odmawiać walki. Cúchulainn zakończył nauki u Scáthach. Wrócił do Emer, którą uwolnił z warowni Forgalla. W trakcie podróży, treningów oraz walk dopełnił wszystkich przysiąg złożonych Emer. Wrócił do Emain Macha, gdzie wziął ślub z Emer. Wedle prawa Emer pierwszą noc powinna spędzić z Conchoborem. Obawiając się gniewu herosa, zdecydowano, że Emer w łożu Conchobora towarzyszyć mają druid Cathbad i Fergus, dzięki czemu dopilnowano, aby nie skalano żony Cúchulainna.
- o narodzinach dwóch legendarnych byków: W Munsterze i w Connacht każdy z królów miał na swoich usługach świniopasa o magicznych zdolnościach. Przyjaźnili się oni ze sobą, lecz wszyscy próbowali ich poróżnić, namawiając by zmierzyli się ze sobą porównując swoje umiejętności. Kiedy to zrobili, każdy z nich wrócił do domu z wychudzonym stadem. Obaj zostali wygnani przez swoich królów. Zaczęli zmieniać swoje kształty, co dwa lata. Byli ptakami drapieżnymi, stworami wodnymi, jeleniami, wojownikami, smokami, upiorami, aż zmienili się w larwy, które zostały połknięte przez dwie krowy. Z krów tych wyskoczyły dwa byki – Finnbennach i Donn Cualinge.
- o przyczynie wojny między Ulsterem i Connachtem: doszło do konfliktu między Ailillem i Medb, które z nich jest bogatsze. Ich dobra były równe, ale w stadzie królowej urodził się cudowny biały byk Finnbennach. Zwierzę nie chciało należeć do kobiety, dlatego zbiegło do stad jej męża. Królowa nie mogąc znieść przegranej wyprawiła wojsko po mogącego dorównać Finnbennachowi, ulsterskiego czerwonego byka Donn Cuailnge.

Część właściwa eposu "Táin, czyli uprowadzenie stad z Cuailnge" zawiera opis zmagań wojennych:
Do armii Connachtu dołączył Fergus, były król Ulsteru, dawny opiekun Cúchulainna. Z Connachtu sprzymierzyło się także siedmiu królów munsterskich. Wieszczka przepowiedziała klęskę Medb, lecz królowa jej nie uwierzyła i ruszyła na Ulster. Siedemnastoletni Cúchulainn wysłał ojca, by powiadomił targanych bólami powodowanymi klątwą mieszkańców Ulsteru o nadchodzącym wojsku. Na drodze armii Cúchulainn zostawił: obręcz skręconą z pojedynczej gałęzi, gałąź wbitą pośrodku jeziora z nabitymi na nią głowami zwiadowców Medb oraz zwalone drzewo. Na każdym ze znaków wyrył ostrzeżenie. Cúchulainn podążał za wrogim wojskiem, poszukującym Donn Cuailnge i systematycznie wymordowywał wojowników Medb, próbując zabić także ją i Aililla.
Fergus poinformował władców Connachtu o potędze herosa i opowiedział o jego czynach w dzieciństwie. Między innymi Cúchulainn gołymi rękami zabił wściekłego ogara stróżującego u kowala Culanna. W ramach odpłaty zdecydował się służyć u niego, dopóki nie wychowa dla Culanna kolejnego psa. W tamtym czasie nadano mu imię Cú Culainn, znaczące Ogar Culanna.
Wojska Connachtu zostały podzielone na dwie części. Pierwszą dowodził Ailill, drugą natomiast Medb z Fergusem. Dowodząca para zaczęła ze sobą sypiać, co wzbudziło gniew króla Connachtu, który nakazał swemu woźnicy skraść miecz Fergusa.  Ośmieszony Fergus wystrugał sobie drewniany miecz. W końcu Ailill wybaczył żonie, ponieważ w ten sposób chciała zapewnić im lojalność Fergusa.
W końcu Medb zmuszona została do petrarktacji z Cúchulainnem, który w pojedynkę skutecznie zmniejszał liczbę jej żołnierzy. Cúchulainn zgodził się jedynie na ograniczenie do jednego dziennie pojedynku z wojownikiem wyznaczonym przez władców Connachtu. Medb ściągnęła wielu sławnych irlandzkich wojowników obiecując wszystkim bogactwa i rękę córki Finnabair, ale nikt nie był w stanie pokonać herosa. Cúchulainn pokonał m.in. swojego towarzysza nauk u Scáthach – Ferbaetha W końcu skończyli się chętni.
Medb podstępnie wysłała swoją córkę i błazna przebranego za króla, udając, że oddaje rękę Finnabair Cúchulainnowi. Wściekły heros rzucił się w środek wrogiej armii. Przybył do niego Lug, który uleczył jego rany i skłonił do snu. Na pomoc herosowi ruszyli chłopcy z Ulsteru, którzy jako dzieci nie byli objęci klątwą. Walczyli z wojskami Connachtu w czasie snu Cúchulainna, ale zostali wymordowani. Bohatera po przebudzeniu ogarnęło szaleństwo bitewne. Dokonał wtedy wielkiego pogromu dużej części armii, sam wychodząc z walk bez szwanku.
Medb do pojedynku z nim wystawiła Fergusa. Cúchulainn ustąpił z walki ze swoim byłym nauczycielem, a ten obiecał zrobić to samo przy następnym spotkaniu.
Królowa podjęła wysiłki skłonienia do walki z herosem jego przybranego brata, uczącego się z nim u Scáthach, okrytego rogową łuską – Ferdia mac Damáin. Okłamała go mówiąc, że Cúchulainn drwił sobie z niego. Dwóch byłych towarzyszy stanęło do pojedynku. Walczyli przez trzy dni, codziennie zmieniając broń, noce spędzając przy jednym ognisku. Walka długo była wyrównana, ale ulsterski bohater pokonał Ferdia, po czym pogrążył się w żałobie.
Kiedy osłabło działanie klątwy, ludzie Ulsteru ruszyli na najeźdźców. Pierwszy dotarł Rochad ze swoimi siłami, ale królowa oddała mu w zamian za opóźnienie walk rękę Finnabair, która zakochana była w wojowniku. Królowie Munsteru odwrócili się przeciwko władcom Connachtu, kiedy się o tym dowiedzieli, ponieważ im wszystkim obiecano Finnabair za żonę, ale zostali pokonani. Conchobor zebrał wojsko i ruszył na wrogą armię. Doszło do bitwy.  Ranny Cúchulainn, który leczył się w tym czasie, dołączył do bitwy, aby przypomnieć Fergusowi o obietnicy. Fergus wycofał więc z walki z Conchoborem. Cúchulainn oszczędził Medb i pozwolił jej uciec.
Odnaleziony został Donn Cualinge. Stoczył walkę z Finnbennachem, którego pokonał. Czerwony byk powrócił do ziemi ojczystej, gdzie sam też padł od zadanych mu ran.

## Przekłady polskie
Autorami polskiego przekładu, wydanego pod tytułem „Tain, czyli uprowadzenie stad z Cuailnge”, są Ernest Bryll i Małgorzata Goraj (Warszawa 1983).

## Nawiązania
- Grupa The Decembrist w 2004 r. wydała The Táin - 18 min. utwór muzyczny poświęcony historii zawartej w Táin Bó Cúailnge. Muzyce towarzyszy animacja będąca ilustracją do wydarzeń eposu[1].